# Войдокилья
Войдокилья (греч. Παραλία Βοϊδοκοιλιά) ― пляж в Месинии на берегу Средиземного моря. По форме образует собой греческую букву омега (Ω), с трёх сторон окружён полукруглой полосой дюн. Со стороны суши рядом с Войдокилье располагается лагуна Гиалова, где обитает множество птиц. Пляж является охраняемой территорией и входит в сеть охранных участков европейской программы «Натура 2000».

## История
Над пляжем располагается пещера царя Нестора. Ещё выше находятся руины франкской Старой Наваринской крепости (или Палеокастро), которая была построена в XIII веке. На северо-восточной оконечности пляжа находится могила сына Нестора, Фрасимеда. Захоронение относится к микенскому периоду (1680―1060 до н. э.), хотя в непосредственной близости археологами были обнаружены артефакты эпохи неолита, что указывает на тот факт, что данная местность была заселена ещё в 4000 году до н. э.
Считается, что пляж ― тот самый, который упоминал Гомер, говоря о «Пилосе песчаном». Здесь Телемах приветствовал царя Нестора, когда разыскивал своего отца, Одиссея. Также согласно мифу, именно в пещере Нестора Гермес спрятал скот, украденный у Аполлона.

## Расположение
Пешеходный маршрут начинается от Воидокильи. Подъём к пещере Нестора располагается на юго-западном конце пляжа, а после пещеры тропа продолжается в сторону Палайокастро. Воидокилья находится рядом с деревней Петрохори в Мессинии. Хотя местные руины никак не огорожены, здесь имеются знаки, сообщающие о том, что территория закрыта. Туристы гуляют по замку и вокруг его стен на свой страх и риск.
Лагуна Гиалова является важной остановкой для различных перелётных птиц. Всего здесь обитает 258 их видов, из которых 79 находятся под угрозой исчезновения.
Пляж является излюбленным местом отдыха у нудистов и геев.

## Галерея

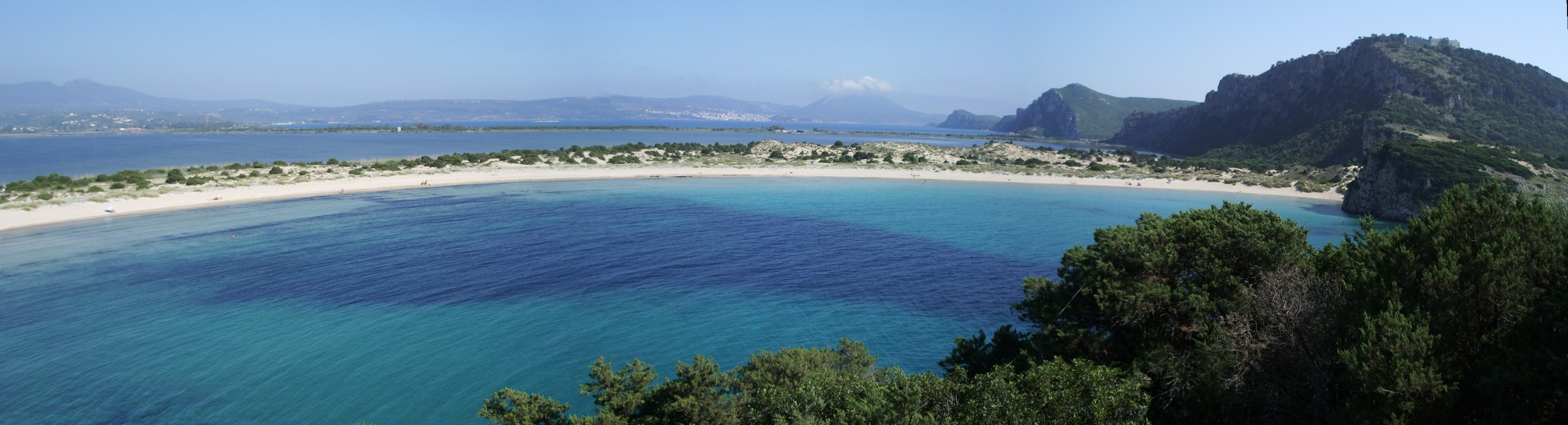
Вид со стороны гробницы Фрасимеда
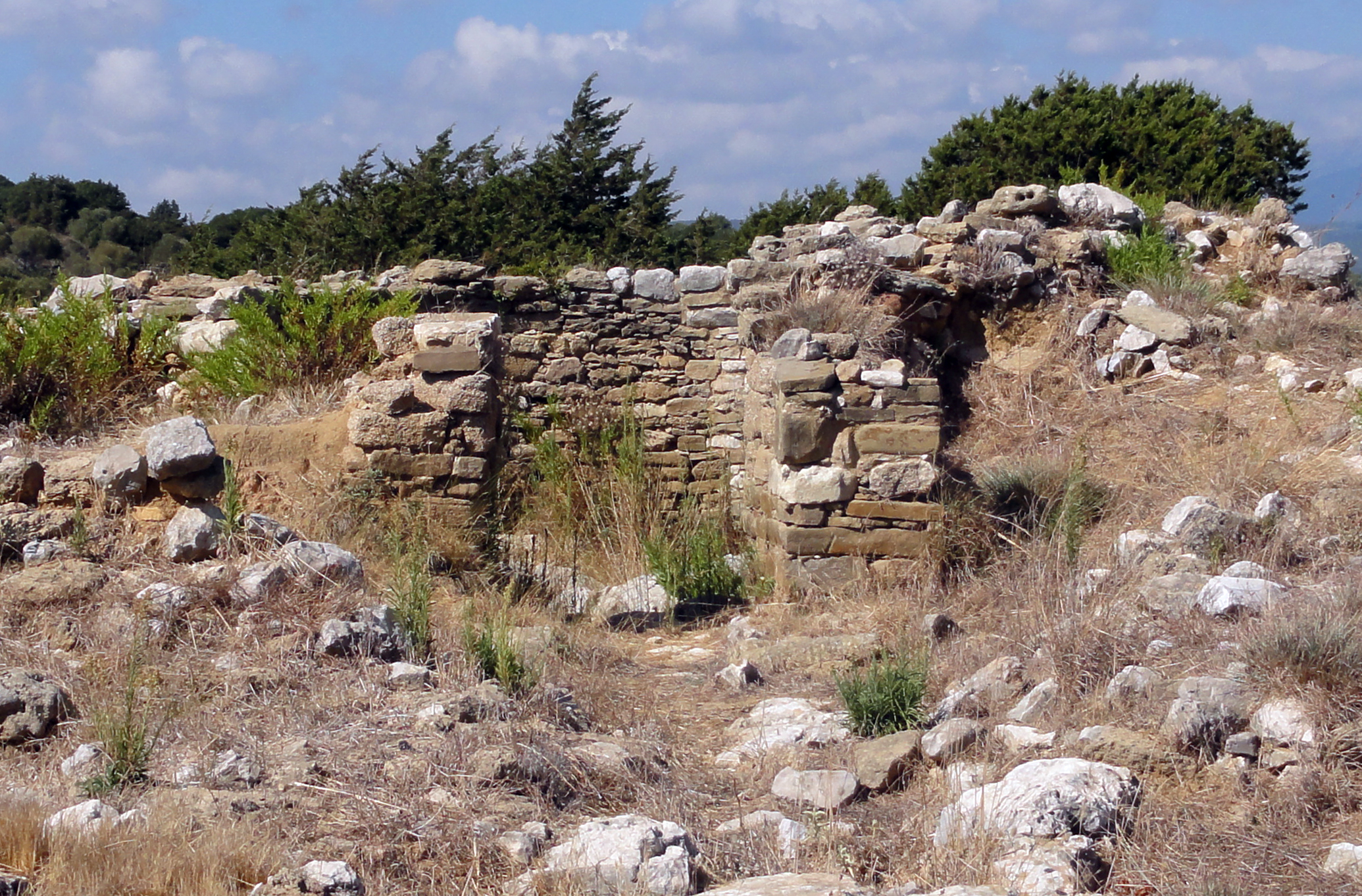
Гробница Фрасимеда
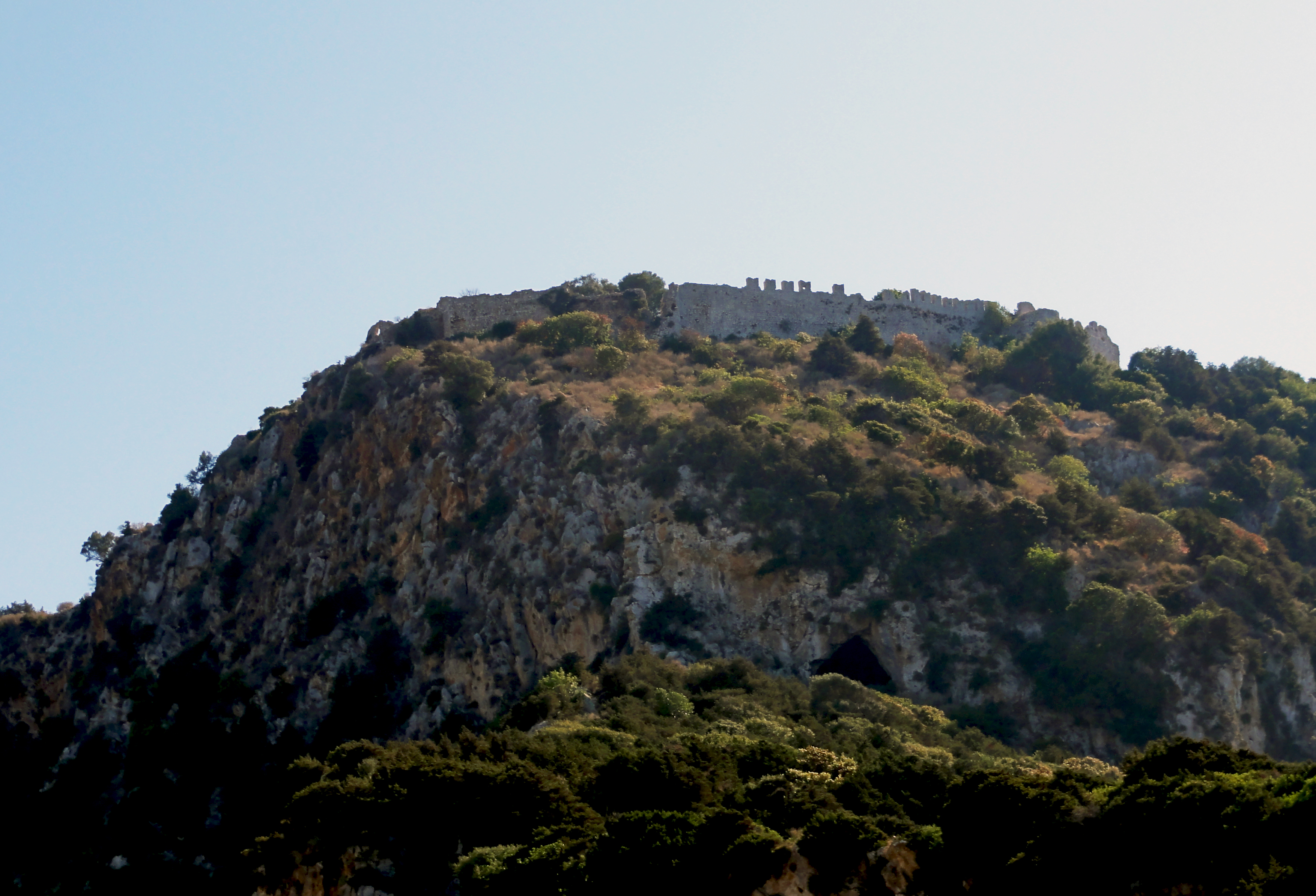
Вид на руины крепости и пещеру Нестора со стороны пляжа
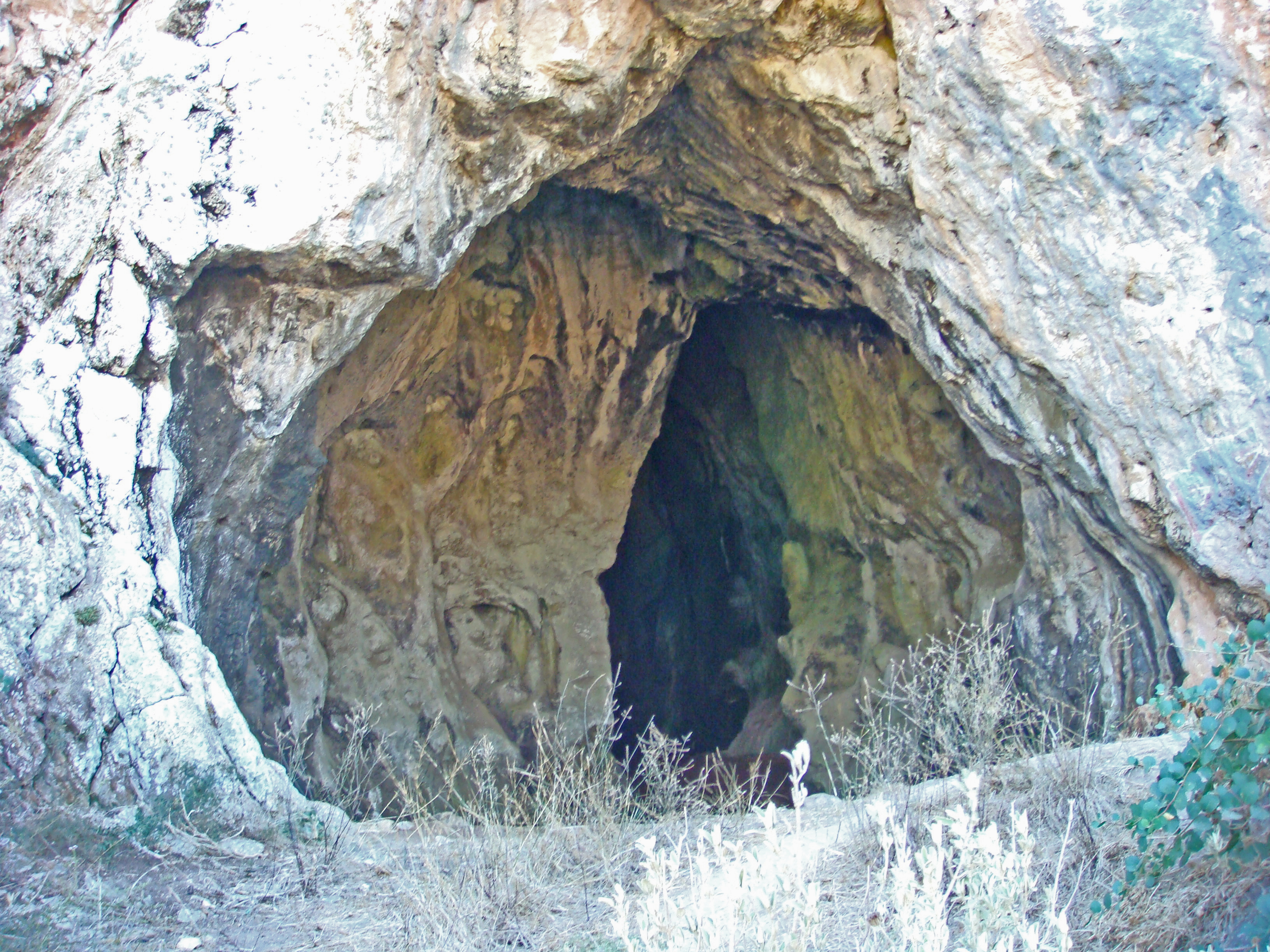
Вход в пещеру Нестора
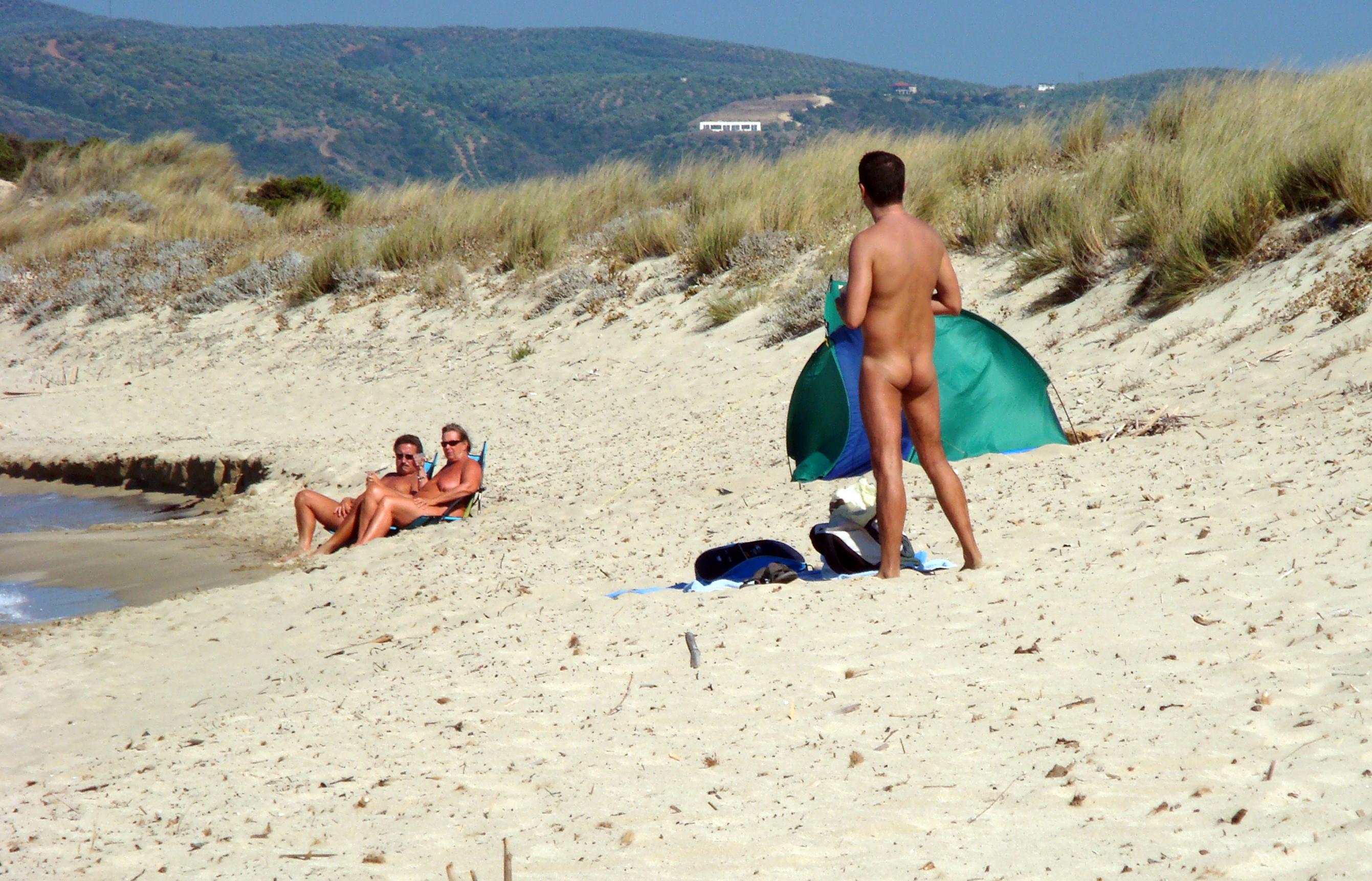
Натуристы на отдыхе